# Giuliano De Laurentiis
Giuliano De Laurentiis (Altidona, 27 marzo 1923 – 12 ottobre 1973) è stato un politico italiano.

## Biografia
Sindacalista, dal 1946 al 1948 è il segretario generale della CGIL della provincia di Ascoli Piceno. Politicamente aderisce al Partito Comunista Italiano fin dalla giovane età.
Nel 1968 viene eletto deputato con il PCI, confermando il proprio seggio nella Circoscrizione Ancona-Pesaro-Macerata-Ascoli Piceno, anche alle elezioni politiche del 1972.
Muore all'età di 50 anni, nell'ottobre 1973, da parlamentare in carica: gli subentra a Montecitorio Guglielmo Mancinelli.